# Mull of Kintyre (sång)

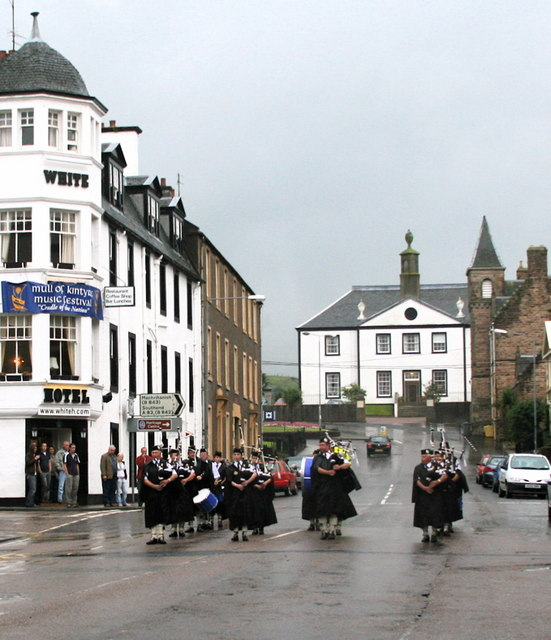
Campbeltown Pipe Band på Main Street i Campbeltown i samband med Mull of Kintyre Music Festival 2006. Festivalen anordnas årligen i augusti sedan 1993.

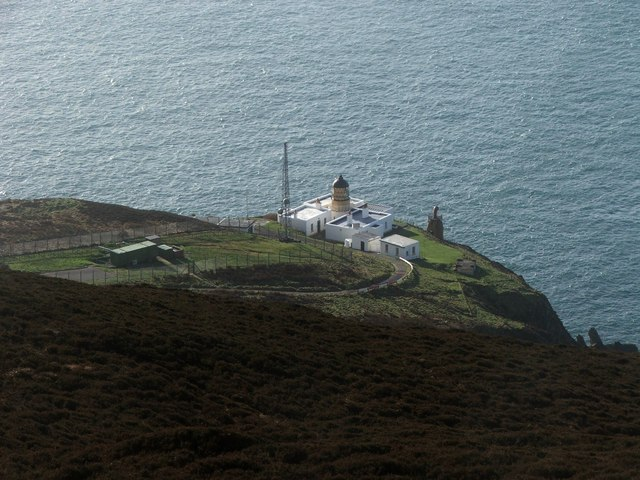
Fyren på Mull of Kintyre.

Mull of Kintyre är en sång av Wings, skriven av Paul McCartney och Denny Laine. Sången är en hyllning till platsen Mull of Kintyre, belägen på Kintyre i Skottland. Sedan 1966 äger McCartney en gård – High Park Farm – på Kintyre.
Sången utgavs som singel i november 1977 och nådde förstaplatsen på UK Singles Chart. Den såldes som den första brittiska singeln i mer än två miljoner exemplar. Singeln toppade även listorna i Australien, Österrike, Belgien, Nederländerna, Tyskland, Irland, Nya Zeeland, Sydafrika och Schweiz.

## Medverkande
- Paul McCartney – sång, akustisk basgitarr, akustisk gitarr
- Linda McCartney – bakgrundssång, percussion
- Denny Laine – bakgrundssång, akustisk gitarr, elgitarr
- Campbeltown Pipe Band – säckpipor och trummor

### Webbkällor
- ”Wings – "Mull of Kintyre"”. Allmusic. https://www.allmusic.com/song/mull-of-kintyre-mt0017658889. Läst 12 mars 2022.
- ”Wings – "Mull of Kintyre"”.  Discogs. https://www.discogs.com/master/49100-Wings-Mull-Of-Kintyre-Girls-School. Läst 12 mars 2022.
- ”Wings – "Mull of Kintyre"”. MusicBrainz. https://musicbrainz.org/release/1e456492-f07e-4851-85fd-a1025ccb43fc. Läst 12 mars 2022.